# استئصال الفرج
استئصال الفرج (الاسم العلمي: Vulvectomy) يشير في طب النساء إلى الإجراء الذي يتم فيه الإزالة الجزئية أو التامة للفرج، وعادة ما يتم تنفيذ هذا الإجراء كحل أخير في حالات معينة من السرطان، الخلل التنسجي، الأورام داخل الفرج، أو ختان الإناث، وعلى الرغم من أنه قد يكون هناك ألم شديد في منطقة الفخذ وذلك لعدد من الأسابيع بعد العملية إلا أن هذا النوع من العمليات لا يزال ممكنا ولكن بشكل محدود نوعا ما.

## أنواع الاستئصال
هناك العديد من أنواع عمليات استئصال الفرج، حيث أن هناك عملية الاستئصال البسيطة والتي يمكن أن تكون أحيانا كاملة (عموما يتم استئصال أزيد من 80% من الفرج) وهناك عملية الاستئصال الجزئية (يتم استئصال أقل من 80% من الفرج)، حيث يتم فيها إزالة الجلد السطحي والأنسجة تحت الجلد المحيطة بالفرج، ثم هناك عملية الاستئصال الجذرية وهي التي يتم فيها إزالة العضو الجنسي بأكمله، مما يعني إزالة الجلد العميق وكذلك الأنسجة تحت الجلد، لكن هذه العملية نادرا ما تتم إلا في حالة ما كان هناك انتشار كبير للسرطان وبات يُشكل تهديدا على حياة المرأة.
|  |  |  |

ويُعد الاستئصال الجزئي للفرج هو الأقل شدة من ناحية الخطورة والألم حيث يتم فيها إزالة الجزء المصاب من الفرج فقط. أما الاستئصال البسيط فينطوي على إزالة الطبقة العليا من الجلد المحيط بالفرج (الأعضاء التناسلية الخارجية للإناث، بما في ذلك البظر، المهبل، الشفران الكبيران والصغيران ثم فتحة المهبل)، وفي هذه الحالة يتم اللجوء لعملية ترقيع الجلد من أجزاء أخرى من الجسم لأنه غالبا ما تكون هناك حاجة لتغطية المنطقة. عموما، فهناك نوعان من عملية السلخ، السلخ الجزئي ثم السلخ الكلي، لكن يبقى الهدف الأول هو الحفاظ على جمالية العضو ووظيفته الجنسية وسلامته من باقي الأمراض التي قد تُسبب زيادة مطردة في حالات الأورام داخل الفرج وقد لوحظ هذا في العقد الماضي. وفي الوقت نفسه، فإن الهدف العام من عملية الاستئصال والسلخ هذه هي إزالة كامل الفرج في حالة المرضى الذين يعانون من سرطان خطير وفي آخر مراحله. وقد يؤدي أحيانا الاستئصال الجذري إلى إزالة منطقة الفرج التي تحتوي على السرطان بالإضافة إلى بعض الأنسجة المحيطة به.